# Inclán
Inclán ist eines von 15 Parroquias in der Gemeinde Pravia der Autonomen Region Asturien in Spanien.
 Die 101 Einwohner (2011) leben in sechs Dörfern auf einer Fläche von 7,82 km². Inclán, der Hauptort der gleichnamigen Parroquia liegt 17 km von der Gemeindehauptstadt entfernt.

## Dörfer und Weiler im Parroquia
- Fondos de Villa – 15 Einwohner 2011
- Godina (Gudina) – 35 Einwohner 2011 43° 30′ 35″ N, 6° 10′ 17″ W
- Inclán – 20 Einwohner 2011 43° 28′ 39″ N, 6° 10′ 33″ W
- Masfera – 2 Einwohner 2011
- San Esteban – 6 Einwohner 2011
- Villameján (Villamexán) – 23 Einwohner 2011 43° 29′ 36″ N, 6° 10′ 29″ W